# Agatàngel de Roma
Agatàngel va ser un jove, probablement de Capadòcia, que va ésser diaca del bisbe Climent d'Ancira, que el va batejar i el va fer el seu deixeble. Ambdós van batejar molts pagans i foren empresonats i posteriorment exiliats a Ancira (actual Ankara). Posteriorment van patir martiri, on van ser decapitats durant les persecucions de Dioclecià. Les seves restes, enterrades a Ancira, reben veneració, especialment per l'Església Ortodoxa.

## Tradició hispànica
Segons la tradició hispano-cristiana, Sant Agatàngel havia nascut a la vila romana d'Illici, actual Elx, al final del segle iii i es va traslladar a Roma en temps de l'emperador Dioclecià, on va conèixer Climent d'Ancira, que el batejà.
L'emperador va intentar que reneguessin del cristianisme, però no va aconseguir-ho malgrat les tortures a què van ésser sotmesos. Va tornar a ésser enviat cap a Orient, i Agatàngel l'acompanyà. Van anar passant de tribunal en tribunal a Rodes, Ancira, Tars, etc., on eren jutjats, torturats, etc., sense que renunciessin a la seva fe; tot plegat, fins que van tornar definitivament a Ancira, van passar vint anys. Finalment van ser decapitats.
L'esment a aquest origen hispànic es troba per primer cop en cronicons i fonts falsificades, com va ésser habitual en altres llocs durant el segle xvi i XVII, per tal d'atribuir a la ciutat el fet d'ésser el lloc de naixement d'un màrtir. En històries d'Elx publicades el 1621 i 1625 no es troba cap esment al sant, completament desconegut a Elx llavors. En 1651 es va publicar a Lleó el Martyrologium Hispanicum de Juan Tamayo de Salazar, cronicó que incorpora abundants llegendes i falsificacions de dades històriques: per primer cop, s'hi parla del naixement del sant a Elx. L'obra va ésser ja criticada i qüestionada al segle xviii, però la llegenda va arrelar.

### Patronatge d'Elx
Per aquest suposat origen il·licità i per afirmar la primacia de la ciutat davant d'Oriola i Alacant, Sant Agatàngel va ser nomenat pel Consell d'Elx patró de la ciutat el 1673, establint-se la seua festa el dia 3 de febrer, data en què encara se celebra la festivitat a la ciutat d'Elx. Als altres llocs, la festivitat litúrgica conjunta dels sants Climent i Agatàngel és el 23 de gener